# Cirio (Unternehmen)
Cirio ist ein italienisches Unternehmen, das sich auf Lebensmittelkonserven (insbesondere im Tomatensektor) spezialisiert hat. Es gehört zur Conserve-Italia-Gruppe mit Sitz in San Lazzaro di Savena in der Emilia-Romagna. Die Produkte der Marke Cirio werden in rund 90 Ländern vertrieben.

## Historie

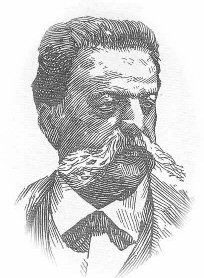
Francesco Cirio, Unternehmensgründer

Die Anfänge des Unternehmens gehen auf Francesco Cirio zurück, der 1856 in Turin mit der Konservierung von Erbsen begann. Dies wird als erste industrielle Konservenfabrik Italiens gewertet. In der Folge baute Francesco Cirio die Konservenproduktion weiter aus, expandierte in ganz Italien und etablierte Vertriebswege in diverse europäische Länder. 1867 exportierte Cirio seine Tomatenkonserven bereits in die ganze Welt, in Städte wie Liverpool und Sydney. Nach Francesco Cirios Tod wurde die „Società generale delle conserve alimentari Cirio“ (zu Deutsch: „Allgemeine Gesellschaft für Lebensmittelkonserven Cirio“) mit Sitz in San Giovanni a Teduccio (Neapel) gegründet.
In der Folge wurde das Unternehmen von Pietro Signorini, einem Partner Francesco Cirios weitergeführt.
Bis 1970 war Cirio in der Hand der Familie Signorini.
Anschließend ging die Firma an den staatlichen italienischen Lebensmittelkonzern Società Meridionale di Elettricità über. Dort wurde Cirio mit den Lebensmittelmarken Bertolli und De Rica zur Finanziaria CBD (Cirio-Bertolli-De Rica) zusammengelegt. 1993 folgte die Privatisierung der Finanziaria CBD. Die Holdinggesellschaft Sagrit übernahm 1994 den Unternehmensbereich Cirio-Bertolli-De Rica. Der römische Unternehmer Sergio Cragnotti, ein Anteilseigner von Sagrit, übernahm in kurzer Zeit die kompletten Anteile und wird am 1. Juni 1994 ausschließlicher Eigentümer von Sagrit und damit auch CBD. Die Marke Bertolli wurde später an Unilever veräußert.
Aus der Fusion mit dem südafrikanischen Del Monte Royal entstand der Nahrungsmittelkonzern Cirio Del Monte. Im Jahr 2001 erreichte der Konserven-Konzern Cirio Del Monte einen Jahresumsatz von 1,23 Milliarden Euro.
Anfang der 2000er geriet die Firma allerdings unter Cragnottis Leitung in finanzielle Schwierigkeiten und wurde schließlich zahlungsunfähig.
Der Geschäftsbereich Cirio De Rica wurde 2004 für 168 Millionen Euro an Conserve Italia verkauft. Cirio De Rica erreichte zu diesem Zeitpunkt einen konsolidierten Jahresumsatz von 140 Millionen Euro.

## Trivia
Cirio sponserte in den Saisons 1982/83 und 1984/85 den Fußballverein SSC Neapel und von 1996 bis 2000 Lazio Rom.